# A-Schild

A-Schild gem. § 55 KrWG

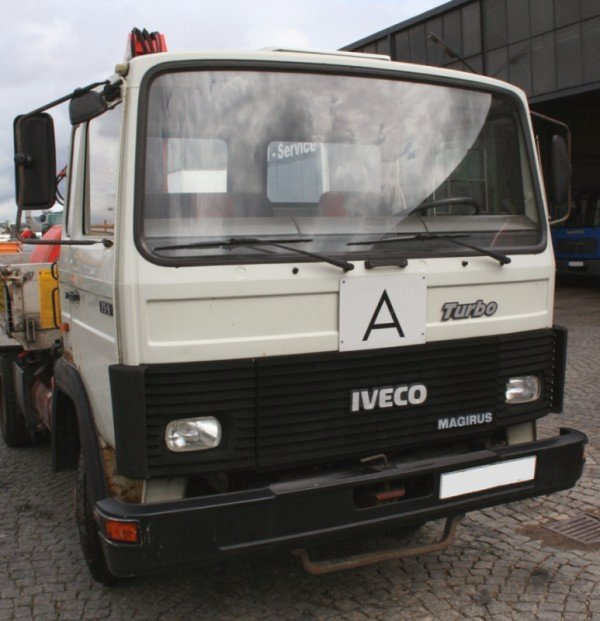
Lkw mit A-Schild vorn am Fahrzeug

Das A-Schild, umgangssprachlich auch Abfall-Schild, Abfall-Warntafel, Abfall(warn)tafel oder A-Tafel genannt, ist eine in Deutschland gesetzlich vorgeschriebene Warntafel, mit der gemäß § 55 Kreislaufwirtschaftsgesetz (KrWG) Sammler und Beförderer von Abfällen ihre Fahrzeuge, mit denen sie Abfälle in Ausübung ihrer Tätigkeit auf öffentlichen Straßen befördern, vor Fahrtantritt zu versehen haben.
Während das Sammeln und Befördern gefährlicher Abfälle nach § 54 KrWG erlaubnispflichtig ist, besteht die A-Schild-Pflicht auch für nicht gefährliche Abfälle und unabhängig von der Abfallmenge. Sammler und Beförderer von nicht gefährlichen Abfällen haben die Tätigkeit ihres Betriebes vor Aufnahme der Tätigkeit der unteren Umweltschutzbehörde lediglich anzuzeigen (§ 53 KrWG).
Sammler und Beförderer sind nach der Legaldefinition in § 3 Abs. 10 und Abs. 11 KrWG natürliche und juristische Personen, die gewerbsmäßig oder im Rahmen wirtschaftlicher Unternehmen Abfälle sammeln und befördern. Die Kennzeichnungspflicht gilt also nicht bei privaten Transporten zu einer kommunalen Sammelstelle (Recyclinghof).
Die Kennzeichnungspflicht dient der Überwachung einer ordnungsgemäßen Abfallbewirtschaftung, wie sie die EU-Abfallrahmenrichtlinie vorsieht.
Die Anforderungen an die Kennzeichnung der Fahrzeuge ergeben sich aus § 10 Abfallverbringungsgesetz (AbfVerbrG). Die Fahrzeuge sind vor Antritt der Fahrt mit zwei rechteckigen, rückstrahlenden, weißen Warntafeln von mindestens 40 Zentimetern Breite und mindestens 30 Zentimetern Höhe zu versehen. Die Warntafeln müssen in schwarzer Farbe die Aufschrift „A“ (Buchstabenhöhe 20 Zentimeter, Schriftstärke 2 Zentimeter) tragen. Die Warntafeln müssen während der Beförderung außen am Fahrzeug deutlich sichtbar angebracht sein, und zwar vorn und hinten. Bei Zügen (Fahrzeugkombinationen) muss die hintere Tafel an der Rückseite des Anhängers angebracht sein (bei Sattelzügen entsprechend an der Rückseite des Sattelanhängers).
Wird ein Fahrzeug nicht, nicht richtig, nicht vollständig oder nicht rechtzeitig mit einer Abfalltafel versehen, kann dies als Ordnungswidrigkeit mit einem Bußgeld von bis zu 20.000 Euro geahndet werden (§ 18 Absatz 1 Nr. 11 AbfVerbrG i. V. m. Absatz 3).